# Apiogaster kaszabi
Apiogaster kaszabi là một loài bọ cánh cứng trong họ Cerambycidae.